# Bernardo de Irigoyen (Misiones)
Bernardo de Irigoyen – miasto w prowincji Misiones w północno-wschodniej Argentynie. Ośrodek administracyjny departamentu General Manuel Belgrano.